# Anatoli Banişevski
Anatoli Andreyeviç Banişevski (in russo Анатолий Андреевич Банишевский?, Anatolij Andreevič Baniševskij; Baku, 23 febbraio 1946 – 10 dicembre 1997) è stato un allenatore di calcio e calciatore sovietico, di ruolo attaccante.
È considerato uno dei migliori giocatori di sempre provenienti dall'Azerbaigian.

## Carriera
Ha giocato tutta la sua carriera nel Neftchi Baku, dal 1963 al 1978, giocando 288 partite e segnando 136 reti.
Ha rappresentato l'Unione Sovietica dal 1965 al 1972, collezionando 50 presenze e 19 gol.
Ha allenato Neftchi Baku, Automobilist Mingachevir, Burkina Faso e Gəncə.

## Palmarès
- Calciatore azero dell'anno: 3

1966, 1967, 1978